# Sid Tomack
Sid Tomack (geboren am 8. September 1907 in New York City, New York, USA; gestorben am 12. November 1962 in Palm Springs, Kalifornien, USA) war ein US-amerikanischer Schauspieler.

## Leben und Werk
Geboren in Brooklyn trat Sid Tomack spätestens 1927 im Vaudeville auf. Spätestens ab 1933 wurde Sid Tomack, der sich als Imitator einen Namen gemacht hatte, mit der Aufgabe eines Master of Ceremonies betraut. Später trat er meistens mit den Reis Brothers auf, mit denen er im Zweiten Weltkrieg längere Zeit in Europa zur Truppenunterhaltung auftrat. Danach begann er, als Charakterdarsteller in Filmen aufzutreten, wobei er oft Figuren mit Brooklyner Dialekt spielte, zumeist in komischen Rollen.
Sid Tomack wurde auch durch seine Auftritte in frühen Fernsehserien bekannt. Er spielte Rileys Kollegen Jim Gillis in 22 der 27 Folgen der ersten Life of Riley Serie, die sich allerdings nicht gegen die Radioversion der Serie durchsetzen konnte. An der bekannteren späteren Version der Serie war er nicht beteiligt. In der Serie My Friend Irma war er in der Rolle des Al und in The Joe Palooka Story als der Boxmanager Knobby Walsh zu sehen. Zudem hatte er Gastauftritte in fünf Folgen von Superman – Retter in der Not, in vier Folgen von Perry Mason sowie weitere in Serien wie The Kettles in the Ozarks, Fury oder Mr. Ed.
Er starb im Alter von 55 Jahren an einer Herz-Kreislauf-Erkrankung und wurde auf dem Desert Memorial Park in Cathedral City beerdigt.
Sid Tomack wurde unter anderem von Stanislav Ledinek, Bum Krüger, Walter Gross, Eberhard Prüter und Peter Schiff synchronisiert.

## Filmografie (Auswahl)
- 1940: Forgotten Girls
- 1944: Song of the Open Road
- 1946: Sambafieber (The Thrill of Brazil)
- 1947: Blind Spot
- 1947: Blondie’s Holiday
- 1947: For the Love of Rusty
- 1947: Abgekartetes Spiel (Framed)
- 1947: Ein Doppelleben (A Double Life)
- 1948: Der Mann mit der Narbe (Hollow Triumph)
- 1948: Die Macht des Bösen (Force of Evil)
- 1948: The Babe Ruth Story
- 1949: Vor verschlossenen Türen (Knock on Any Door)
- 1949: Der besiegte Geizhals (Sorrowful Jones)
- 1949: Der Agent aus der Hölle (Alias Nick Beal)
- 1949: Boston Blackie’s Chinese Venture
- 1949: Blutsfeindschaft (House of Strangers)
- 1949: Frauen um Dr. Corday (The Doctor and the Girl)
- 1949: Abandoned
- 1949: Side Street
- 1949–1950: The Life of Riley (Fernsehserie, 22 Folgen)
- 1950: Blutrache in New York (Black Hand)
- 1950: Seine Frau hilft Geld verdienen (The Fuller Brush Girl)
- 1950: Inspektor Goddard (Appointment with Danger)
- 1951: Reunion in Reno
- 1951: Drei Frauen erobern New York (Two Tickets to Broadway)
- 1952: Faustrecht in Minnesota (Woman of the North Country)
- 1952: Mördersyndikat San Francisco (Hoodlum Empire)
- 1952: Somebody Loves Me
- 1952–1954: My Friend Irma (Fernsehserie, 10 Folgen)
- 1952–1958: Superman – Retter in der Not (Adventures of Superman, Fernsehserie, 5 Folgen, 5 Rollen)
- 1954: Der sympathische Hochstapler (Living It Up)
- 1954–1955: The Joe Palooka Story (Fernsehserie, 5 Folgen)
- 1955: Meine Schwester Ellen (My Sister Eileen)
- 1956: The Kettles in the Ozarks
- 1956: Fury (Fernsehserie, Folge 1x24)
- 1956: Ich heirate meine Frau (That Certain Feeling)
- 1956: Das Herz eines Millionärs (These Wilder Years)
- 1958–1961: Perry Mason (Fernsehserie, 4 Folgen, 4 Rollen)
- 1959: Der letzte Zug von Gun Hill (Last Train from Gun Hill)
- 1961: Mr. Ed (Mister Ed, Fernsehserie, Folge 1x08)
- 1961: Ganoven gehn an Bord (Sail a Crooked Ship)
- 1962: Wagon Train (Fernsehserie, Folge 6x12)